# Seznam chráněných území v okrese Pezinok
Toto je seznam chráněných území v okrese Pezinok aktuální k roku 2015, ve kterém jsou uvedena chráněná území v oblasti okresu Pezinok.
| Kód  | Obrázek       | Typ | Název                | Rozloha (ha) | Galerie Commons                                       | Popis území | Souřadnice                       |
| ---- | ------------- | --- | -------------------- | ------------ | ----------------------------------------------------- | --- | -------------------------------- |
| 796  |               | PR  | Alúvium Gidry        | 2,6274       |                                                       | |                                  |
| 41   |               | NPR | Hajdúchy             | 56,1100      |                                                       | Předmětem ochrany jsou zachovalé lesní společenstva 4. vegetačního stupně s velmi dobrým předpokladem autoregulace skupin lesních typů na magmatitech | 48°24′33″ s. š., 17°17′29″ v. d. |
| 68   | Jurske jazero | PR  | Jurské jazero        | 27,4900      |                                                       | | 48°15′29″ s. š., 17°9′15″ v. d.  |
| 90   | Popis obrazku | PP  | Limbašská vyvieračka | 6,5700       | Kategorie „Limbašská vyvieračka“ na Wikimedia Commons | | 48°17′40″ s. š., 17°10′29″ v. d. |
| 91   |               | PR  | Lindava              | 46,2000      |                                                       | |                                  |
| 113  |               | PR  | Nad Šenkárkou        | 10,9200      |                                                       | |                                  |
| 1100 |               | CHA | Svätojurské hradisko | 19,7100      |                                                       | |                                  |
| 168  | Šúr           | NPR | Šúr                  | 654,9590     | Kategorie „Šúr“ na Wikimedia Commons                  | | 48°14′12″ s. š., 17°14′ v. d.    |
| 170  |               | PP  | Tisové skaly         | 1,5200       |                                                       | |                                  |
| 824  |               | PR  | Zlatá studnička      | 73,3100      |                                                       | |                                  |